# ジェラルディン・ペローニ
ジェラルディン・ペローニ（Geraldine Peroni, 1953年7月5日 - 2004年8月3日）は、アメリカ合衆国の編集技師である。

## 生涯
ニューヨーク市マンハッタンで生まれ、クイーンズ区で育つ。
ロバート・アルトマンとのコラボレーションは8作品に及ぶ。アルトマンの『ザ・プレイヤー』により、アカデミー編集賞、英国アカデミー賞編集賞にノミネートされた。
ペローニは『ブロークバック・マウンテン』の製作期間中に自宅で遺体で発見された。

## フィルモグラフィ
- Iron & Silk (1990)
- ゴッホ Vincent & Theo (1990)
- ジョニー・スエード Johnny Suede (1991)
- ザ・プレイヤー The Player (1992)
- Thank God I'm a Lesbian (1992)
- ショート・カッツ Short Cuts (1993)
- プレタポルテ Prêt-à-Porter (1993)
- Thick Lips Thin Lips (1994)
- カンザス・シティ Kansas City (1996)
- マイケル Michael (1996)
- 相続人 The Gingerbread Man (1998)
- クレイドル・ウィル・ロック Cradle Will Rock (1999)
- Jesus' Son (1999)
- ガールズ The Girl (2000)
- Dr.Tと女たち Dr. T and the Women (2000)
- The Safety of Objects (2001)
- バレエ・カンパニー The Company (2003)
- ブロークバック・マウンテン Brokeback Mountain (2005)

### テレビシリーズ
- THE WIRE/ザ・ワイヤー The Wire (2002-2003) 計7話編集